# Evil Clutch

Evil Clutch (Il Bosco 1) est un film italien réalisé par Andreas Marfori, sorti en 1988.

## Synopsis
Une étudiante américaine rejoint son petit ami italien pour un week-end romantique. Durant le trajet, ils prennent une auto-stoppeuse qui s'avère être un démon.

## Fiche technique
- Titre : Evil Clutch
- Titre original : Il bosco 1
- Réalisation : Andreas Marfori
- Scénario : Andreas Marfori
- Production : Agnese Fontana
- Musique : Adriano Maria Vitali
- Photographie : Marco Isoli
- Montage : Fabrizio Polverari
- Direction artistique : Gianni Albertini
- Costumes : Daniele C. Fava et Lisa Nisio
- Pays d'origine : Italie
- Format : Couleurs - 1,33:1 - Stéréo - 35 mm
- Genre : Horreur
- Durée : 85 minutes
- Date de sortie : 1988 (Italie)
- Film interdit aux moins de 16 ans

## Distribution
- Coralina Cataldi Tassoni : Cindy
- Diego Ribon : Tony
- Luciano Crovato : Algernoon
- Elena Cantarone : Arva
- Stefano Molinari : Fango